# Okej
Okej는 1980년부터 2010년까지 스웨덴에서 발행된 월간 음악 잡지이다.
Okej는 1980년에 창간되었다. 한스 해트비히는 스톡홀름에 본사를 둔 잡지의 창간자였다. 이 잡지는 월간 단위로 발행되었다. Okej의 타깃 시청자는 스웨덴의 청소년들이었고, 이 잡지는 팝 음악에 관한 기사들을 특집으로 다뤘다. 1984년 오케즈는 스웨덴에서 가장 많이 팔린 잡지였다. Okej의 마지막 호는 2010년 가을에 발행되었다. 2011년 1월 21일, 에그몬트 에센스의 CEO인 케네스 안드렌은 이 잡지가 폐쇄될 것이라고 발표했다.